# Campiglossa ornalibera
Campiglossa ornalibera är en tvåvingeart som först beskrevs av Wang 1990.  Campiglossa ornalibera ingår i släktet Campiglossa och familjen borrflugor. Inga underarter finns listade.